# Andrea Marchini
Andrea Marchini (Massa, 12 ottobre 1921 – Passo del Pitone, 15 dicembre 1944) è stato un militare italiano, carabiniere insignito della medaglia d'oro al valor militare alla memoria.